# HMS Camperdown (1885)
Pour les autres navires du même nom, voir HMS Camperdown.
Le HMS Camperdown  était l'un des six navires cuirassés de Classe Admiral construits pour la Royal Navy dans les années 1880.

## Contexte et conception
La classe Admiral a été construite en réponse aux cuirassés français Hoche et de la Classe Marceau. Le Camperdown et son navire-jumeau (sister ship), le Anson, étaient des versions agrandies et améliorées des deux Admiral précédents, le Rodney et le Howe. Les deux navires avaient une longueur entre perpendiculaires de 100,6 m, une largeur de 20,9 m et un tirant d'eau de 8,5 m à pleine charge. Ils déplaçaient 10 600 tonnes longues (10 800 tonnes) à charge normale, soit 300 tonnes longues (305 tonnes) de plus que le Howe et le Rodney et 1 100 tonnes longues (1 118 tonnes) de plus que le premier navire (navire de tête) de la classe, le Collingwood. Les navires avaient un effectif de 525 à 536 officiers et matelots.

### Propulsion
Le navire était propulsé par une paire de moteurs à vapeur à expansion composée inversée à 3 cylindres, chacun entraînant une hélice. Les moteurs Maudslay  produisaient un total de 7 500 chevaux-vapeur indiqués (5 600 kW) à tirage thermique normal et 11 500 chevaux-vapeur indiqués (8 600 kW) à tirage thermique forcé, utilisant la vapeur fournie par une douzaine de chaudières cylindriques.
Les navires-jumeaux étaient conçues pour atteindre une vitesse de 16 nœuds (30 km/h) à tirant d'eau normal et le Anson a atteint 17,4 nœuds (32,2 km/h) lors de ses essais en mer en utilisant le tirant d'eau forcé. Les navires transportaient un maximum de 1 200 tonnes longues (1 219 t) de charbon qui donnaient 7 200 milles nautiques (13 300 km) à une vitesse de 10 nœuds (19 km/h).

### Armement

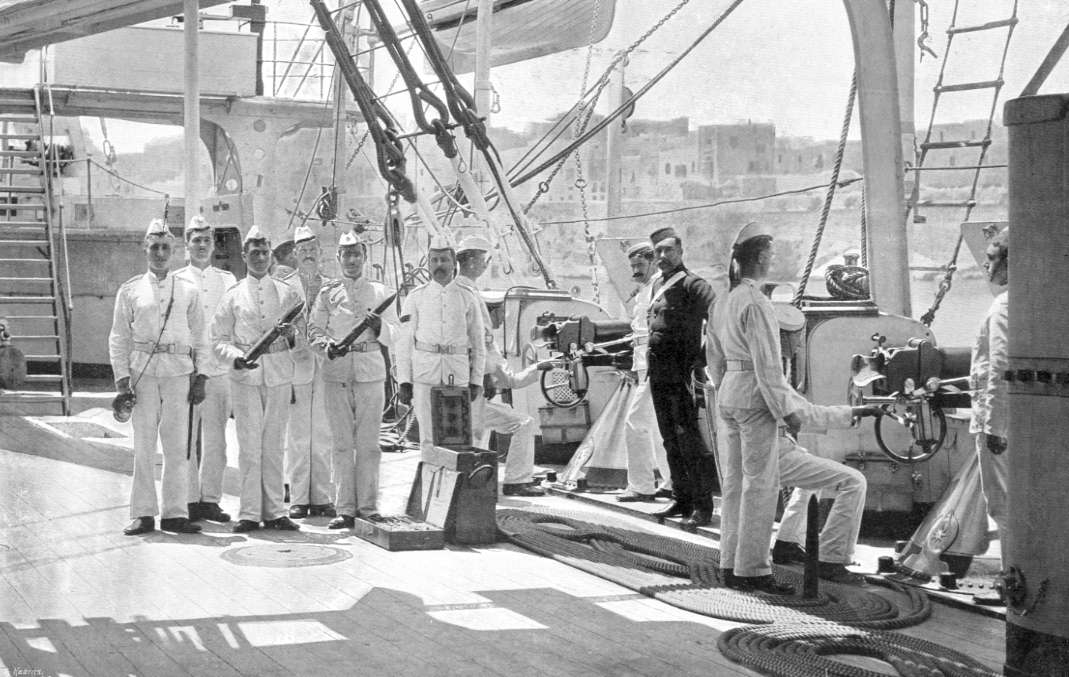
Exercice de tir à bord de Camperdown avec les canons QF 6-pounder Nordenfelt.

Contrairement au Collingwood, les quatre derniers navires de la classe Admiral étaient équipés d'un armement principal composé de canons rayés  à chargement par la culasse (BL) de 13,5 pouces (343 mm) Mk II de calibre 30, au lieu des canons de 12 pouces (305 mm) des navires précédents.
Les quatre canons étaient montés dans deux barbettes jumelées, une à l'avant et une à l'arrière de la superstructure. Les barbettes étaient ouvertes, sans capot ni bouclier, et les canons, montés sur une plaque tournante, étaient entièrement exposés. Les obus de 570 kg tirés par ces canons ont été crédités de la capacité de pénétrer 711 mm de fer forgé à 910 m avec une charge de 290 kg de poudre brune sans fumée (SBC). À l'élévation maximale, les canons avaient une portée d'environ 10 930 m avec le SBC ; plus tard, une charge de 85 kg de cordite a été substituée au SBC, ce qui a porté la portée à environ 11 540 m. La production des canons lourds de ce navire et de ses navires-jumeaux a connu des retards importants en raison de fissures dans la couche la plus interne des canons, ce qui a considérablement retardé la livraison de ces navires.
L'armement secondaire du Anson consistait en quatre canons BL 6 pouces (152 mm) Mk IV de calibre 26 sur des supports simples positionnés sur le pont supérieur au milieu du navire, trois sur chaque flanc. Ils tiraient des obus de 45 kg qui avaient la capacité de pénétrer 267 mm de fer forgé à 900 m. Ils avaient une portée de 8 070 m à une élévation de +15° en utilisant de la poudre noire prismatique. À partir de 1895 environ, tous ces canons ont été convertis en canons à tir rapide (QF) avec une cadence de tir beaucoup plus rapide. L'utilisation de la cordite a permis d'augmenter leur portée à 8 481 m. Pour se défendre contre les torpilleurs, les navires transportaient une douzaine de canons Nordenfelt QF 6-pounder de 2,2 pouces (57 mm) et huit canons Hotchkiss QF 3-pdr de 1,9 pouce (47 mm). Ils montaient également cinq tubes lance-torpilles de 14 pouces (356 mm) au-dessus de l'eau, un à l'avant et quatre à l'arrière.

### Blindage
Le schéma de blindage du Camperdown et du Anson était pratiquement identique à celui du Collingwood, bien que l'épaisseur de la plaque de blindage sur les barbettes ait été augmentée ainsi que la longueur de la ceinture de blindage de la ligne de flottaison. Pour s'adapter à ces changements sans augmenter le tirant d'eau, ces deux derniers navires ont été allongés de 1,5 m et leur largeur a été augmentée de 152 mm par rapport à leurs aînés. La ceinture de blindage composée s'étendait au milieu des navires entre l'arrière de chaque barbette sur une longueur de 45,7 m. Elle avait une hauteur totale de 2,3 m de profondeur, dont 2 m sous l'eau et 0,3 m au-dessus à charge normale; à charge profonde, leur tirant d'eau augmentait encore de 152 mm. Les 1,2 m supérieurs de la ceinture de blindage avaient une épaisseur de 457 mm et les plaques s'effilaient à 203 mm au niveau du bord inférieur. Des cloisons latérales aux extrémités de la ceinture la reliaient aux barbettes ; elles avaient une épaisseur de 406 mm au niveau du pont principal et de 178 mm en dessous.
L'épaisseur des barbettes variait de 305 à 356 mm), les palans à munitions principaux étant protégés par des tubes blindés aux parois de 305 mm d'épaisseur. Les tours de contrôle avaient également des parois de cette épaisseur ainsi que des toits de 51 mm d'épaisseur. Le pont de la citadelle blindée centrale avait une épaisseur de 76 mm et le pont inférieur avait une épaisseur de 64 mm depuis les extrémités de la ceinture jusqu'à la proue et la poupe.

## Construction et carrière

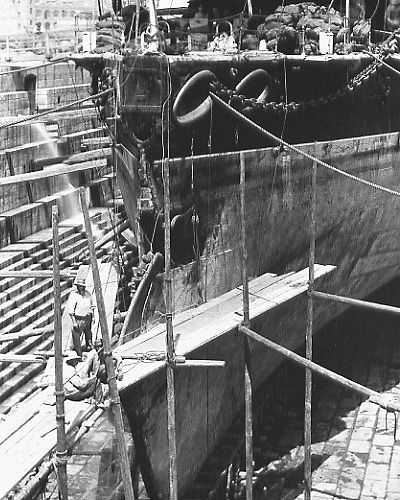
La proue du Camperdown endommagé après sa collision du 22 juin 1893 avec le cuirassé.

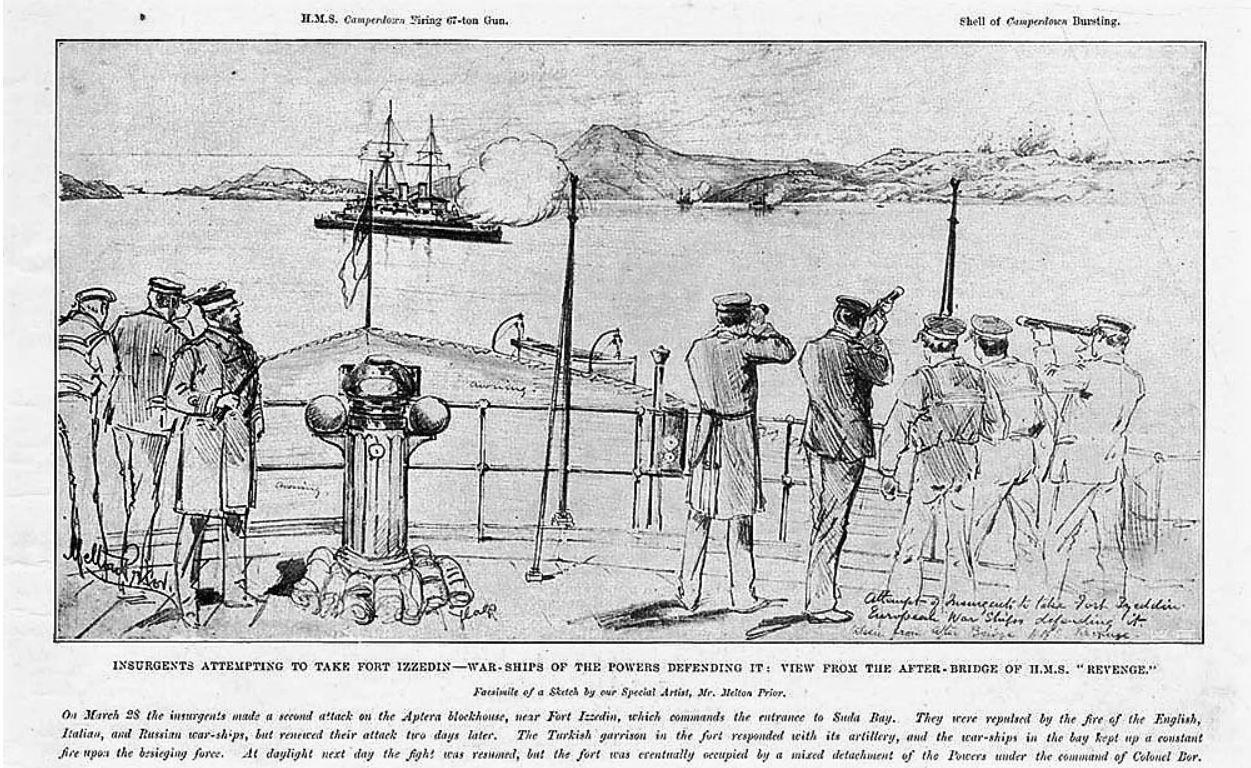
Croquis de Melton Prior du Camperdown tirant avec ses canons de 13,5 pouces (343 mm) sur les insurgés crétois attaquant la Forteresse d'Izzeddin en Crète les 26-27 mars 1897, vu du.

Le Camperdown a été mis en service à Portsmouth le 18 juillet 1889, et a d'abord été mis en réserve. En décembre 1889, il est affecté à la Mediterranean Fleet (flotte de la Méditerranée) en tant que navire-amiral, où il reste jusqu'à ce qu'il soit affecté à la Channel Fleet (flotte de la Manche) en mai 1890. Il a été désarmé en mai 1892 et placé dans la réserve de la flotte, puis remis en service en juillet 1892 dans la flotte de la Méditerranée. Le 22 juin 1893, il entre en collision avec le cuirassé HMS Victoria et le coule, causant la mort de 358 personnes, dont le vice-amiral Sir George Tryon.
En 1897, le Camperdown arrive au large de la Crète pour rejoindre l'Escadron international, une force multinationale composée de navires de la marine austro-hongroise, de la marine française, de la marine impériale allemande, de la marine royale italienne (Regia Marina), de la marine impériale russe et de la Royal Navy qui intervient dans l'insurrection de 1897-1898 des chrétiens crétois contre l'Empire ottoman. Les 26 et 27 mars 1897, il tire pour la première fois avec colère - dont quatre obus de 570 kg de ses canons de 343 mm - et bombarde les insurgés chrétiens qui assiègent la forteresse d'Izzeddin, tenue par les Ottomans près de l'entrée de la baie de Souda. Tirant à une distance de 4 600 m, il a forcé les insurgés à abandonner leur siège,. Le 21 avril 1897, il a jeté l'ancre au large de Canea (aujourd'hui La Canée) - où les troupes ottomanes, les civils turcs crétois et une force de soldats britanniques et italiens étaient assiégés par environ 60 000 insurgés - pour dissuader les insurgés qui avaient commencé une démonstration avec deux pièces d'artillerie qui menaçaient la ville. En réponse à une violente émeute des Turcs crétois à Candia (aujourd'hui Héraklion) la veille, elle est arrivée à Candia le 7 septembre 1898 pour y renforcer les forces d'occupation et mettre à terre un contingent de Royal Marines. Après que le gouverneur ottoman local ait refusé de répondre à diverses demandes britanniques lors d'une réunion à bord du navire-amiral britannique, le cuirassé HMS Revenge, dans le port de Candia le 13 septembre, le Camperdown et le Revenge ont effectué une démonstration qui a permis de vaincre sa réticence,.
En septembre 1899, le Camperdown passa en réserve de catégorie B, et en mai 1900 en réserve d'arsenal. En juillet 1900, il est mis en service comme navire garde-côte à Lough Swilly jusqu'en mai 1903. Au début de l'été (avril à juin) 1902, il se rend à Portsmouth pour réparer son cabestan à vapeur. Il participe à la revue de la flotte (fleet review) qui se tient à Spithead le 16 août 1902 pour le couronnement du roi Edward VII. Le Captain Frederic Edward Errington Brock a été temporairement aux commandes pendant un mois, du 24 septembre au 7 novembre 1902, date à laquelle le capitaine Frederick Owen Pike a pris le commandement. Après son désarmement en 1903, il est resté en réserve à Chatham jusqu'en 1908, et a été employé à Harwich comme navire d'accostage pour les sous-marins jusqu'à sa vente le 11 juillet 1911 à George Cohen & Sons de Londres et mis à la ferraille à Swansea au Pays de Galles.

## Sources
- (en) Cet article est partiellement ou en totalité issu de l’article de Wikipédia en anglais intitulé « HMS Camperdown (1885) » (voir la liste des auteurs).